# جيمس أوغسطين باور
جيمس أوغسطين باور هو محامي وسياسي كندي، ولد في 14 سبتمبر 1903 في سانت جونز في كندا، وتوفي في 9 فبراير 1975. حزبياً، نشط في الحزب الليبرالي الكندي. وقد انتخب عضو مجلس العموم الكندي.